# スカパフロー (1914年生まれの競走馬)
スカパフロー（Scapa Flow、1914年 - 1937年）は、1914年生まれのイギリス産サラブレッド。第17代ダービー伯爵エドワード・スタンリーによる生産馬である。繁殖牝馬となって、ファロスとフェアウェイという2頭のイギリス種牡馬チャンピオンを産み、サラブレッドの血統史上重要な足跡を残した。この2頭のほかにも1000ギニー優勝馬のフェアアイル（Fair Isle）を産んでいる。

## 来歴
スカパフローの母馬は1905年生まれのアンコラ（Anchora ）という。アンコラの生産者はイギリスのショービジネス界の成功者、ジョージ・エドワーズ（George Edwardes、1855-1915）である。アンコラの父馬は1896年のアスコット金杯の優勝馬ラブワイズリー（Love Wisely）である。父に似て長距離適性があり、バネの利いた体躯を兼ね備えていたという。
アンコラは晩成型だったとされている。2歳（1907年）で競走馬としてデビューしたものの、5歳（1910年）まで未勝利だった。6歳（1911年）になってようやく初勝利をあげると、ブライトンステークス（Brighton Stakes）に勝ち、チェスターカップ（Chester Cup）やイボアハンデキャップで2着に入った。通算成績については資料により食い違いがあり、50戦7勝、51戦7勝、51戦8勝などとされている。
7歳（1912年）の春、アンコラは繁殖牝馬の競り市で売りに出された。第17代ダービー伯爵エドワード・スタンリーは、お抱え調教師のジョージ・ラムトンの勧めに従って、これを購入した。アンコラがダービー伯爵好みの長距離血統であるうえ、頑健で長く走ったことが購入理由だったと伝えられている。買値は1,300ギニーだった。同時期に取引された牝馬として、ハイペリオンの三代母Gondlette（1,500ギニー）、ネアルコの祖母Catnip（75ギニー）がいる。日本中央競馬会総務部調査課職員で『世界の名馬』の著者である原田俊治は、これらの取引を参考にすると、アンコラの買値は「まず水準なみの値段」だったとしている。
ダービー伯爵がニューマーケットにもつウッドランド牧場に連れて行かれたアンコラは、そこでダービー伯爵が所有する種牡馬チョーサーと配合された。こうして1914年に最初の産駒として牝馬（のちのスカパフロー）が生まれた。
幼駒時代のスカパフローは、動きがよく、気質も優れていたという。しかし体格には恵まれず、ウッドランド牧場の牧場長だったウォルター・オルストン（Walter Alston）は、競走馬として実戦に使うのは無理だろうと評したという。しかしジョージ・ラムトン調教師は、牝駒の気性のよさをかって調教をおこなうことにした。

## 競走成績
この牝駒が誕生した1914年の夏、第一次世界大戦が勃発した。当時のダービー伯爵はイギリス軍の徴兵や武器補給の公務にあたっていて、1916年からは陸軍大臣として戦争指揮を執った。1916年にこの牝馬が2歳で競走馬としてデビューするにあたり、ダービー伯爵は「スカパフロー（Scapa Flow）」と命名した。「スカパ・フロー」というのはイギリス北部にある軍港の名で、イギリス海軍の連合艦隊（グランドフリート）の本拠地である。この拠点はドイツ帝国海軍の大洋艦隊と対峙するためにつくられたもので、1916年にはスカパ・フローから出撃したイギリス艦隊とドイツ艦隊のあいだでユトランド沖海戦が行われている。こうしてスカパフローはダービー伯爵の所有馬として1916年（2歳か）ら競馬に出たものの、その年は2戦して入着さえ1度もすることができなかった。

### 売却戦でのエピソード
スカパフローは1917年に3歳を迎えたが、相変わらず未勝利だった。そのうち、下級戦である売却競走（クレーミング競走）に出るようになった。
売却競走（クレーミング競走）は、事前にその競走馬の売値を示した上でレースに出走させるもので、レースのあと、その値段で買うと請求（クレーム）した者に対して馬を売却しなければならない。ダービー伯爵は、スカパフローに50ポンドの売値をつけて売却競走に出走させていた。ストックトン競馬場での売却競走（5ハロン＝約1005メートル）で、スカパフローは2着に敗れたもののいい勝負をした。このレースに持ち馬を出走させていた別の馬主が、これを見てスカパフローの買い取り請求を行った。
ところがその時になって、ダービー伯爵とラムトン調教師は、スカパフローを手放すのが惜しくなったという。
この買い手は、スカパフローを本来の請求価格（クレーミングプライス）である50ポンドからさらに値切ろうとした。そこでラムトン調教師は、親友のジョニー・マクギーガン（Johnny McGuigan）調教師に頼み込んで、正価の50ポンドで買い取ってもらった。そしてスカパフローを再びラムトン調教師のもとへ返還してもらったのだという。マクギーガン調教師はそのままスカパフローを自分のものにすることができたが、それをせずに返還したことはマクギーガン調教師の誠実さを示すものだったとされている。
別の伝えに拠れば、適正な手続きでスカパフローを購入したマクギーガン調教師が、スカパフローの将来性を見出し、もう少し長く走らせたほうが良いと進言して同馬をダービー伯爵のもとへ送り返し、それで伯爵もその気になったという。
サー・チャールズ・レスター（9代レスター准男爵）は1957年の自著『サラブレッドの世界』（原題“Bloodstock Breeding”）のなかで、最初の「ゼントルマン」が「ねぎろうとしなければ」スカパフローはその人物の手に渡り、その後のサラブレッド血統史は大きく違ったものになっていただろうと述べて、一連の出来事は「サラブレッド生産にともなう栄枯盛衰」を表しているとした。アメリカのスリーチムニーズファームで血統分析を担当するアン・ピーターズ（Anne Peters）も、もしもスカパフローがそのまま売却されて返還されていなかったら、サラブレッドの歴史は大きく変わっていただろう、と述べている。

### その後の成長と引退
スカパフローはこのあと12ハロン（約2414メートル）の競走で初勝利をあげた。秋にはニューマーケット競馬場でスカボローステークス（Scarborough Stakes、12ハロン）に勝った。
ラムトン調教師の見立てでは、スカパフローは母馬に似て晩成で長距離に向き、翌年4歳になればもっと期待できると考えた。しかし馬主のダービー伯爵は引退を望み、意向を受けてスカパフローは競走生活から引退して繁殖牝馬となることになった。これには異説があり、山野浩一は『伝説の名馬vol.III』で、ラムトン調教師は3歳のシーズンを終えた時点でスカパフローの素質を見定め、繁殖牝馬とすることを決めたとしている。
結局、スカパフローの競走馬としての通算成績は14戦3勝、獲得賞金は482ポンドだった。

## 繁殖牝馬として
スカパフローは、ダービー伯爵のスタンリーハウス牧場に入り、そこで9頭の産駒をもうけている。うち8頭が勝ち上がり、6頭がステークス競走に勝っている。8頭の勝鞍の合計数は63勝で、獲得賞金の合計は86,000ポンドあまりになった。
1919年に生まれたスカパフローの初仔はスピットヘッド（Spithead）といい、ダービー伯爵の生産馬ジョンオゴーント（John o'Gaunt）を父に持つ。スピットヘッドは気性難から去勢され騸馬となり、その後は長距離適性を示した。1925年にはチェスターカップ（2マイル2ハロン＝約3621メートル）を勝つなどして5,641ポンドを稼いだ。
2番めの産駒が1920年生まれのファロスである。ファロスの父馬はダービー伯爵の新種牡馬ファラリスだった。ファラリスは短距離タイプの競走馬で、長距離型を好むダービー伯爵は現役を退いたファラリスを売却しようとしたのだが、買い手がつかなかったために自己所有種牡馬として1919年から供用したのだった。ファロスは3歳（1923年）のときにダービー（12ハロン）で2着に入り、4歳（1924年）のときにチャンピオンステークス（10ハロン＝約2012メートル）に勝った。
この間、1920年から1923年まで、スカパフローには種付料が安価な種牡馬が配合されていたものの、得られた産駒は1頭だけだった。1924年になって、ファロスの活躍を見て、再びファラリスが配合された。こうして1925年に誕生したのがフェアウェイである。
フェアウェイは1927年に2歳戦でデビューし、早速コヴェントリーステークスやジュライステークス、シャンペンステークスといった重要な2歳戦に優勝した。3歳（1928年）にはダービーに本命で出走したが、アクシデントの影響で7着に敗れている。しかしその後はエクリプスステークス、セントレジャーステークス、チャンピオンステークスに優勝。翌4歳（1929年）にもチャンピオンステークスやジョッキークラブカップに勝った。この間、ファロスやフェアウェイの父馬ファラリスは1925年と1928年にイギリスの種牡馬チャンピオンとなっている。
その後もスカパフローには毎年のようにファラリスが配合された。1927年に誕生した牝馬フェアアイル（Fair Isle）は兄たちと同じようにスタンリーハウス厩舎に入り、1930年に1000ギニーに優勝した。フェアアイルは繁殖牝馬として大いに期待されたが、3頭しか仔を産まなかった。そのうち1頭のセイントマグナス（St.Magnus、1933年生まれ）はリバプールサマーカップなどに勝ち、オーストラリアで種牡馬になって成功した。セイントマグナスは、1973/74シーズンにオーストラリアの種牡馬チャンピオンになったマトライス（Matrice）の母の父として、オーストラリアの血統史に残っている。フェアアイルの牝駒マザーランド（Motherland、1937年生まれ）は、母となってルールブリタニア（Rule Britannia、1946年モールコームステークス優勝）を出した。
1928年にはファロス、フェアウェー、フェアアイルの全妹となるファーラ（Fara）が誕生した。ファーラはバッケナムステークス（Buckenham Stakes）に勝ったが、競走馬としての稼ぎは1,950ポンドに留まり、13,000ポンドあまりを稼いだ全姉フェアアイルには及ばなかった。しかし繁殖牝馬としては姉より優秀で、8頭を産み、そのうち7頭が勝ち上がった。7頭中ステークス競走を勝つまでになったものは4頭いて、その筆頭格は1938年にサセックスステークスに勝ったファロー（Faroe）である。ファローは引退後種牡馬になり、まもなく大きな期待を集めてオーストラリアへ輸出されたのだが、輸送中に死んでしまった。
1929年生まれの牡馬セントアンドリュース（St.Andrews）は、ファロスとフェアウェイの全弟である。競走馬としては、スカパフローの産駒の中で唯一、未勝利に終わった。しかし血統的な期待を集め、種牡馬になった。だが結果は芳しくなく、早死してしまった。
1930年に産んだハイランダーは、スカパフローの産駒としては唯一ハリーオン系のコロナックを父としている。コロナックは競走馬としてはダービーやセントレジャーなど数多くの大レースにかった名馬だが、種牡馬となって間もなく、種牡馬としての実績はまだだった。ハイランダーはコロナックの産駒としては最初期の活躍馬となり、競走馬としても種牡馬としても、同世代で同じダービー伯爵の生産馬ハイペリオンと同じくらい期待がかけられた。しかし競走成績ははるかに及ばず、気性難から去勢されてしまった。
ファロスが種牡馬になると、その仔が次々と活躍した。1931年にはカメロニアン（Cameronian）が2000ギニーとダービーを制し、この年ファロスはイギリスの種牡馬チャンピオンとなった。しかし、ダービー伯爵は全弟のフェアウェイをより高く評価しており、これらの活躍馬の登場の前、1928年の種付けシーズンのあとファロスを手放してしまっていた。当時、ダービー伯爵は第一次世界大戦の戦後処理のために駐フランス大使としてフランスに滞在しており、そのつてでファロスはフランスのフランソワ・デュプレ（François Dupré）所有のドゥイリー牧場（Haras d'Ouilly）に預託されていた。ファロスはそこでフランスやイタリア、アイルランドのダービー馬を送り出した。ファロスの仔は1932年にもFirdaussiがイギリスでセントレジャーを勝つなど活躍したが、後世への影響を考えると、ファロス産駒のなかで最も重要なのは1935年のイタリア馬ネアルコである。ネアルコは1947年と1948年にイギリスの種牡馬チャンピオンとなり、その子孫からはナスルーラ、ノーザンダンサー、ターントゥなどが現れて現代の主流血脈となった。
ダービー伯爵に期待をかけられたフェアウェイは1936年、1939年、1943年、1944年の4度、イギリスの種牡馬チャンピオンとなった。このほか1935年、1937年、1942年は全英2位、1946年は全英3位の成績を残している。さらにその子孫からは何代にも渡り、イギリスの種牡馬チャンピオンやダービー優勝馬が出た。
スカパフローは1932年に空胎となったあと、繁殖牝馬を引退した。その後は功労馬として余生を送り、1937年に23歳で死んだ。

### 主な牝系子孫
Anchora　1905年生
｜Scapa Flow　1914年生
｜｜Spithead　騸馬　1919年生（父John o'Gaunt）チェスターカップ優勝
｜｜Pharos　牡馬　1920年生（父Phalaris）チャンピオンステークス優勝　英国種牡馬チャンピオン
｜｜Pentland　騸馬　1923年生（父Torloisk）
｜｜Fairway　牡馬　1925年生（父Phalaris）セントレジャーステークス優勝　英国種牡馬チャンピオン
｜｜Fair Isle　牝馬　1927年生（父Phalaris）1000ギニー優勝
｜｜｜St.Magnus　牡馬　1933年生（父Sansovino）　オーストラリア種牡馬
｜｜｜Motherland　牝馬　1937年生（父Gainsborough）
｜｜｜｜Rule Britannia　牝馬　1944年生（父Big Game）　モールコームステークス優勝
｜｜｜｜｜Nais　牝馬　1953年生（父Djebel）
｜｜｜｜｜｜*アイロニス　牝馬　1960年生（父アイアンリージ）　日本輸入牝馬
｜｜｜｜｜｜｜エドワールド　牝馬　1971年生（父ナディア）桜花賞4着
｜｜｜｜｜Artania　牝馬　1959年生（父Arbar）フィユドレール賞優勝
｜｜｜｜Home Rule　牝馬　1950年生（父Norseman）
｜｜｜｜｜Hill Queen　牝馬　1957年生（父Djebe）
｜｜｜｜｜｜Blue Queen　牝馬　1967年生（父Majority Blue）
｜｜｜｜｜｜｜Reprocolor　牝馬　1976年生（父Jimmy Reppin）ランカシャーオークス（G2）優勝
｜｜｜｜｜｜*サンフォードラッド　牡馬　1970年生（父St. Alphage）ナンソープステークス（G2）優勝
｜｜｜｜｜｜　　日本輸入種牡馬
｜｜Fara　牝馬　1928年生（父Phalaris）バッケナムステークス（Buckenham Stakes）優勝
｜｜｜Faroe　牡馬　1935年生（父Sansovino）　サセックスステークス優勝
｜｜St.Andrews　牡馬　1929年生（父Phalaris）未勝利
｜｜Highlander　騸馬　1930年生（父Coronach）ディーステークス優勝
｜｜Pharillon　騸馬　1931年生（父Phalaris）

### ファロスとフェアウェイの主要父系
- すべて牡馬。

Pharos　イギリス種牡馬チャンピオン
｜Cameronian　1928年生　イギリスダービー、2000ギニー優勝
｜Firdaussi　1929年生　セントレジャー優勝
｜Fastnet　1933年生
｜｜Le Paillon　1942年生　凱旋門賞優勝
｜Pherozshah　1934年生　ニュージーランド種牡馬チャンピオン
｜Phideas　1934年生　アイルランドダービー優勝
｜Nearco　1935年生　イタリアダービー優勝　イギリス種牡馬チャンピオン
｜｜Nasrullah　1940年生　チャンピオンステークス優勝　イギリス・アメリカ種牡馬チャンピオン
｜｜Royal Charger　1942年生　
｜｜｜Turn-to 1951年生
｜｜｜｜Hail to Reason 1958年生
｜｜｜｜｜Personality 1967年生
｜｜｜｜｜Halo 1969年生
｜｜｜｜｜｜Devil's Bag 1981年生 エクリプス賞最優秀2歳牡馬
｜｜｜｜｜｜Southern Halo 1983年生 アルゼンチンリーディングサイアー
｜｜｜｜｜｜*サンデーサイレンス 1986年生 エクリプス賞年度代表馬 日本リーディングサイアー
｜｜｜｜｜Roberto 1969年生
｜｜｜｜｜｜Kris S. 1977年生
｜｜｜｜｜｜*リアルシャダイ 1979年生
｜｜｜｜｜｜*ブライアンズタイム 1985年生 フロリダダービー優勝
｜｜｜｜｜｜Red Ransom 1987年生
｜｜｜｜Sir Gaylord 1959年生
｜｜｜｜｜｜Habitat 1966年生
｜｜Dante　1942年生　イギリスダービー優勝
｜｜Nimbus　1946年生　2000ギニー、イギリスダービー優勝
｜｜Nearctic　1954年生　カナダ年度代表馬・カナダ種牡馬チャンピオン
｜｜｜Northern Dancer　1961年生　イギリス・アメリカ種牡馬チャンピオン
｜｜｜｜Nijinsky 1967年生 イギリスクラシック三冠
｜｜｜｜Vice Regent 1967年生 カナダリーディングサイアー
｜｜｜｜｜Deputy Minister 1979年生 カナダ競馬殿堂選出　
｜｜｜｜Lyphard 1969年生
｜｜｜｜｜*モガミ 1976年生
｜｜｜｜｜Alzao  1980年生
｜｜｜｜｜*ダンシングブレーヴ 1983年生
｜｜｜｜*ノーザンテースト 1971年生 日本リーディングサイアー
｜｜｜｜Danzig 1977年生
｜｜｜｜｜Chief's Crown 1982年生
｜｜｜｜｜Danehill 1986年生
｜｜｜｜Nureyev 1977年生
｜｜｜｜Storm Bird 1978年生 イギリス、アイルランド2歳牡馬チャンピオン
｜｜｜｜｜Storm Cat 1983年生 北米リーディングサイアー
｜｜｜｜Sadler's Wells 1981年生 イギリス、アイルランド、フランスリーディングサイアー
｜｜｜｜｜Opera House 1988年生
｜｜｜｜｜El Prado 1989年生 北米リーディングサイアー
｜｜｜｜｜Montjeu 1996年生
｜｜｜｜｜Galileo 1998年生
｜｜｜｜｜High Chaparral 1999年生
｜Bozzetto　1936年生　イタリア種牡馬チャンピオン
｜Pharis　1936年生　フランスダービー、パリ大賞典優勝　フランス種牡馬チャンピオン
｜｜Ardan　1941年生　フランスダービー、凱旋門賞優勝
｜｜Scratch　1947年生　フランスダービー優勝
｜｜｜Scelto　1959年生　チリ種牡馬チャンピオン
- ファリス系、ネアルコ系なども参照。

Fairway　イギリス種牡馬チャンピオン
｜Fair Trial　1932年生　イギリス種牡馬チャンピオン
｜｜Palestine　1947年生　2000ギニー優勝
｜｜｜Pakistan　1958年生　ニュージーランド種牡馬チャンピオン
｜｜Court Martial　1942年生　2000ギニー優勝　イギリス種牡馬チャンピオン
｜Blue Peter　1936年生　2000ギニー、イギリスダービー優勝
｜｜Ocean Swell　1941年生　イギリスダービー優勝
｜｜Botticelli　1951年生　イタリア三冠馬
｜｜Masthead　1944年生
｜｜｜Matrice　1951年生　オーストラリア種牡馬チャンピオン
｜Watling Street　イギリスダービー優勝
｜Solferino　アイルランドセントレジャー優勝
｜｜*ソロナウェー　1940年生　日本種牡馬チャンピオン
｜Honeyway　1941年生
｜｜Better Honey　1958年生　ニュージーランド種牡馬チャンピオン
- フェアウェイ系なども参照。

## 血統表
| Scapa Flowの血統       | Scapa Flowの血統                                     | Scapa Flowの血統                                     | （血統表の出典）                                     | （血統表の出典） |
| 父系                   | セントサイモン系＜エクリプス系＜ダーレーアラビアン系 | セントサイモン系＜エクリプス系＜ダーレーアラビアン系 | セントサイモン系＜エクリプス系＜ダーレーアラビアン系 |                  |
| 父 Chaucer 黒鹿毛 1900 | 父の父St. Simon 鹿毛 1881                            | Galopin                                              | Vedette                                              | Vedette          |
| 父 Chaucer 黒鹿毛 1900 | 父の父St. Simon 鹿毛 1881                            | Galopin                                              | Flying Duchess                                       |                  |
| 父 Chaucer 黒鹿毛 1900 | 父の父St. Simon 鹿毛 1881                            | St.Angela                                            | King Tom                                             | King Tom         |
| 父 Chaucer 黒鹿毛 1900 | 父の父St. Simon 鹿毛 1881                            | St.Angela                                            | Adeline                                              |                  |
| 父 Chaucer 黒鹿毛 1900 | 父の母Canterbury Pilgrim 栗毛 1893                   | Tristan                                              | Hermit                                               | Hermit           |
| 父 Chaucer 黒鹿毛 1900 | 父の母Canterbury Pilgrim 栗毛 1893                   | Tristan                                              | Thrift                                               |                  |
| 父 Chaucer 黒鹿毛 1900 | 父の母Canterbury Pilgrim 栗毛 1893                   | Pilgrimage                                           | The Palmer                                           | The Palmer       |
| 父 Chaucer 黒鹿毛 1900 | 父の母Canterbury Pilgrim 栗毛 1893                   | Pilgrimage                                           | Lady Audley                                          |                  |
| 母 Anchora 栗毛 1905   | 母の父Love Wisely 栗毛 1893                          | Wisdom                                               | Blinkhoolie                                          | Blinkhoolie      |
| 母 Anchora 栗毛 1905   | 母の父Love Wisely 栗毛 1893                          | Wisdom                                               | Aline                                                |                  |
| 母 Anchora 栗毛 1905   | 母の父Love Wisely 栗毛 1893                          | Lovelorn                                             | Philammon                                            | Philammon        |
| 母 Anchora 栗毛 1905   | 母の父Love Wisely 栗毛 1893                          | Lovelorn                                             | Gone                                                 |                  |
| 母 Anchora 栗毛 1905   | 母の母Eryholme 栗毛 1898                             | Hazlehatch                                           | Hermit                                               | Hermit           |
| 母 Anchora 栗毛 1905   | 母の母Eryholme 栗毛 1898                             | Hazlehatch                                           | Hazledean                                            |                  |
| 母 Anchora 栗毛 1905   | 母の母Eryholme 栗毛 1898                             | Ayrsmoss                                             | Ayrshire                                             | Ayrshire         |
| 母 Anchora 栗毛 1905   | 母の母Eryholme 栗毛 1898                             | Ayrsmoss                                             | Rattlewings                                          |                  |
| 母系(F-No.)            | Sedbury Royal Mare(FN:13-e)                          | Sedbury Royal Mare(FN:13-e)                          | Sedbury Royal Mare(FN:13-e)                          | [ § 2 ]          |
| 5代内の近親交配        | Galopin 3×5、Hermit 4×4、Stockwell 5×5               | Galopin 3×5、Hermit 4×4、Stockwell 5×5               | Galopin 3×5、Hermit 4×4、Stockwell 5×5               | [ § 3 ]          |
| 出典                   | 1. 2. 3.                                             | 1. 2. 3.                                             | 1. 2. 3.                                             | 1. 2. 3.         |

## 影響と評価
17代ダービー伯爵の繁殖牝馬としては、英国種牡馬チャンピオン6回のハイペリオンや南米の名種牡馬ハンターズムーン、ネイティヴダンサー系の祖となったシックルなどを輩出したシリーン（Selene）とならぶ偉大な繁殖牝馬だったとされている。第17代ダービー伯爵時代のスタンリーハウス牧場は、カンタベリーピルグリム（スカパフローの父チョーサーやセントレジャー優勝馬のスウィンフォードの母）、アンカラ（スカパフローの母）、スカパフロー、ゴンドレット（Gondlette。シリーンの祖母）、シリーンらによって黄金時代を築いたのだった。
サー・チャールズ・レスターは『サラブレッドの世界』（1957年）のなかで、スカパフローは「世界のスタッドブックに巨大な影響をあたえた」とし、直近50年のサラブレッドとしては世界中の競走馬の血統に影響を与えた稀有な例だとした。『Biographical Encyclopaedia of British Flat Racing』（1970年）では「英国競馬史上もっとも有名な繁殖牝馬の1頭」とされ、デニス・クレイグも自著『競馬　サラブレッドの生産および英国競馬小史』（1986年）で「英国の競馬の歴史におけるもっとも有名な繁殖牝馬」のうちの1頭にスカパフローをあげている。スリーチムニーズファームの血統分析担当のアン・ピーターズ（Anne Peters）は、スカパフローを「20世紀前半の偉大な繁殖牝馬の1頭」と評している。
スカパフローの血は、主に牡馬のファロスとフェアウェイを通じて世界中に広がった。父系としてのファラリスの世界的成功はこの2頭によるものであり、このように全兄弟がいずれも世界的な名声を博したのはめったにない事である。『世界百名馬』（1978年）では、ファロスを「サラブレッド史上もっとも大きな貢献をなした種牡馬の1頭」とし、その子孫は「現在世界中のサラブレッド生産界を支配しているとさえ、断言できるほどの繁栄ぶり」としている。山野浩一は1996年の著書『伝説の名馬vol.III』のなかで「現在のサラブレッドでスカパフローの血脈を全く持たないものはいない」とまで評している。

### 後世の血統分析
ファロス、フェアウェー、フェアアイルの全兄弟妹たちは、父ファラリス、母スカパフローという配合によって誕生している。この配合では、血統表中にセントサイモンの近親交配が発生していて、セントサイモンは父方の4代前と母方の3代前に登場する。その血量を計算すると18.75％となり、「奇跡の血量」と呼ばれる値になっている。このため両馬は、ダービー伯爵が「奇跡の血量」にこだわって競走馬の配合を行っていたことを示唆する好例と扱われることもある。
しかし、1957年に刊行された『サラブレッドの世界』では、「血量が特定の値となるセントサイモンの近親交配」がスカパフローの産駒たちの成功の鍵だったという考え方を否定している。同書の著者レスター準男爵は、ファラリスが種牡馬だった時期のすべての繁殖牝馬を調べ上げ、セントサイモンの主要な直系を父とする繁殖牝馬を父別に集計した。その結果、ウィリアムザサードを父とする繁殖牝馬76頭、父セントフラスキンの牝馬76頭、父デスモンドの牝馬73頭、父チョーサーの牝馬66頭などとなっており、そのうち父チョーサー以外の繁殖牝馬の産駒の成績は、父チョーサーの繁殖牝馬の産駒よりも、平均してはるかに優れていた。このことは父をチョーサーとする繁殖牝馬が優秀だったわけではないことを示している。
それなのに、父をチョーサーとする繁殖牝馬にファラリスを配合して生まれた産駒だけが、それ以外の場合に較べて3倍以上の賞金を稼いでいた。これらの繁殖牝馬の産駒のうち、ファラリスが種牡馬として現役だった時期のものに限定すると、優秀な産駒の2頭に1頭はファラリスを父としていた。
仮に、セントサイモンの近親交配が一定値になったものに優れた効果が現れるとするならば、チョーサー以外のセントサイモン系種牡馬を母の父とする繁殖牝馬とファラリスの配合でも、その近親交配の効果が現れるはずである。しかし実際にはそうなっておらず、チョーサーを母の父とする場合に限って優れた結果が出ていた。レスター准男爵によれば、この事実は母の父チョーサー、父ファラリスという組み合わせに特別な「親和性（ニック）」があったことを示すという。
同書によれば、獲得賞金をもとに計算すると、スカパフローが生産された当時の基準に照らして、父馬のチョーサーは「一流のクラシックホース」ではなく、「立派なハンデキャップホース」どまりだったとしている。そしてファロス・フェアウェイらの父となったファラリスも、同様に一流馬ではなかった。一流馬ではない馬どうしの組み合わせからこれほどまでに傑出した競走馬が輩出されたのは、この「親和性（ニック）によるものだったとしている。
イギリスのサラブレッド研究家ピーター・ウィレットは『サラブレッド』（原題“The Throughbred”）（1970年）のなかで、チョーサー、ファラリスを評していずれも「単に優れたハンデキャップ馬とみなされた程度」の馬であり、「最高級の競走馬ではなかった」としている。そしてレスター準男爵と同様に、ファラリスを父とする一流馬の大半は、母の父をチョーサーとしていることを指摘した。ウィレットは、チョーサーとファラリスのあいだの「血液親和性（ニック）」は、「サラブレッドの発展上最も強力なものの一つ」だったとした。
ウィレットによれば、ファラリスは明らかにスタミナを欠く競走馬であったと指摘し、もしもチョーサーとファラリスがともにダービー伯爵の生産馬でなかったなら、この2頭の配合で競走馬を生産しようとする者はいなかっただろう、と述べている。ウィレットは、一流馬でない馬同士の配合から一流馬が輩出されたことについて、ニックとセントサイモンの近親交配によって「両親と祖父母をしのぐほどの電気火花が散った」と表現した。